# 특수 수색정찰
특수 수색정찰(特殊 搜索偵察, 영어: Special Reconnaissance)은 일반적으로 특수부대들이 적진 깊숙이 침투하여 장거리 수색정찰 임무를 수행하는 것을 의미한다.

## 같이 보기
- 수색정찰